# كأس الاتحاد 1982
كأس الاتحاد 1982 (بالإنجليزية: 1982 Federation Cup)‏ هو الموسم 20 من  كأس فيد. أقيم خلال الفترة 19 يوليو 1982 وحتى 25 يوليو 1982، وفاز فيه منتخب الولايات المتحدة لكأس فيد.